# 本堂親雄
本堂 親雄（ほんどう ちかお、明治4年12月6日（1872年1月15日） - 昭和20年（1945年）1月18日）は、明治時代の華族。常陸国志筑藩主本堂親久の次男。男爵。妻は竹内治則の娘宇多子。弟に錦丸、東男、龍雄（横手信太郎養子でのちに離縁）。子に本堂親威、福子。学習院卒業。東京石材会社監査役などを歴任。